# Novo Selo (Debrca)
Pour les articles homonymes, voir Novo Selo.
Novo Selo (en macédonien Ново Село) est un village du sud-ouest de la Macédoine du Nord, situé dans la municipalité de Debartsa. Le village comptait 68 habitants en 2002.

## Démographie
Lors du recensement de 2002, le village comptait :
- Macédoniens : 64
- Autres : 4